# During Christine's Sleep
During Christine's Sleep è il secondo album degli Afterhours, uscito nel 1990 per l'etichetta indipendente Vox Pop.

## Il disco
Come il precedente LP All the Good Children Go to Hell (1988), anche questo disco è cantato interamente in lingua inglese.
Il disco verrà segnalato dalla rivista statunitense Alternative Press come "disco del mese"; fatto che permette agli Afterhours di essere invitati a rappresentare l'Italia al New Music Seminar di New York.

## Tracce
1. Plastic
2. (Tina's Got a) Brand New Boy
3. Icebox
4. Inside Marylin Three Times
5. Words
6. How We Divide Our Souls
7. Angela
8. Terry Fill Me Up
9. During Christine's Sleep
10. Confidence

## Formazione
- Manuel Agnelli - voce, chitarra, tastiere
- Paolo Cantù - chitarra
- Lorenzo Olgiati - basso
- Roberto Girardi - batteria

Altri musicisti
- Paolo Mauri - basso in Plastic, Words, How we divide our souls, Confidence
- Cesare Malfatti - chitarra in Icebox
- Giorgio Prette - percussioni in Terry fill me up